# 社会保障カード
社会保障カード（しゃかいほしょうカード）とは、年金手帳、健康保険証、介護保険証の役割を果たす、日本のICカードの仮称であった。

## 日本
日本国政府は、2011年度からの「医療受給者証や国民健康保険証、介護保険証、年金手帳などを統合した「社会保障カード」の導入」を政策目標として掲げていた。2011年度からの理由として、日本年金機構（社会保険庁）のオンラインシステムの刷新が終了するのが2010年度だからというのが一つである。
当初は目標通り2011年度に導入する計画であったが、2011年1月28日の政府の社会保障・税の番号制度に関する実務検討会で、2014年6月より配布を開始、2015年1月に開始する方針を決めた。具体的にはICチップが組み込まれたカードを全国民に配布し、カードの読み取り装置があれば、自宅のパソコンで自分の保険料納付記録などを確認できるようにするものであった。
希望者には証明写真も入れ、身分証明書としても利用できるようにするアイディアもあった。これは、もともと厚生労働省が2012年度の導入を目指していた「健康ITカード（仮称）」を発展させたものである。このカードには医療機関での診療情報（診療報酬明細書、いわゆるレセプト）を入れる構想だったがこれに年金や介護に関する情報も取り込み、社会保障カード化するのであった。
焦点だった年金、医療、介護の各制度にまたがる統一的な社会保障番号の創設はせず、個人情報の一元的管理によるプライバシー侵害や情報漏れを防ぐため、年金、医療、介護の情報を集約化せず中継データベースにアクセスし、そこから年金など個別のデータベースに接続して情報を得る仕組みとした。
また重複投資を避けるために、住民基本台帳カードとの一体化も検討されていた。。
2016年、税と社会保障などの手続に使用する「個人番号」(マイナンバー)が開始されることになり、個人番号カードに役割を譲り、社会保障カードは実現しなかった。